# Макс Варбург
Макс Моріц Варбург (нім. Max Moritz Warburg, 5 червня 1867, Гамбург, Німеччина — 26 грудня 1946, Нью-Йорк, США) — німецький фінансист єврейського походження. Директор гамбурзького банку «М.М. Варбург & Ко».

## Життєпис
Народився 5 червня 1867 в родини великого німецького банкіра Моріца Мойсея Варбурга. Його брати Пол і Фелікс зробили собі кар'єру в фінансовому середовищі, а старший брат — Абі — прославився як мистецтвознавець.
У 1889 Макс одружився з Еліс Магнус. У них народився син Ерік (1900) і чотири дочки.
З 1910 по 1938 здійснював керівництво над банком «М. М. Варбург & Ко».
У 1919 Варбург був одним з членів німецької делегації на переговорах з перемир'я, і виступав проти прийняття Версальського договору 1919. Відомі його слова, звернені до рейхсканцлера: «Незважаючи на те, що мій єдиний син через чотири тижня може опинитися в окопах, я наполегливо прошу вас не погоджуватися на перемир'я, принаймні зараз».
Крім того, Макс Варбург був у правлінні промислового конгломерату IG Farben, до того як був відсторонений від керівництва у зв'язку з жорсткістю німецького законодавства стосовно компаній, членами правління яких були євреї.
У 1938 Варбург виїхав з Німеччини в США за порадою Ялмара Шахта.
Макс Варбург також захоплювався колекціонуванням. Відомо, наприклад, про купівлю ним у 1891 на аукціоні в Лейпцигу сторінки рукопису А. С. Пушкіна.